# Westfield (Herefordshire)
Westfield – osada w Anglii, w hrabstwie Herefordshire, w dystrykcie (unitary authority) Herefordshire. Leży 9,9 km od miasta Bromyard, 22,1 km od miasta Hereford i 173,6 km od Londynu. W 2016 miejscowość liczyła 775 mieszkańców.